# Richard DeVos

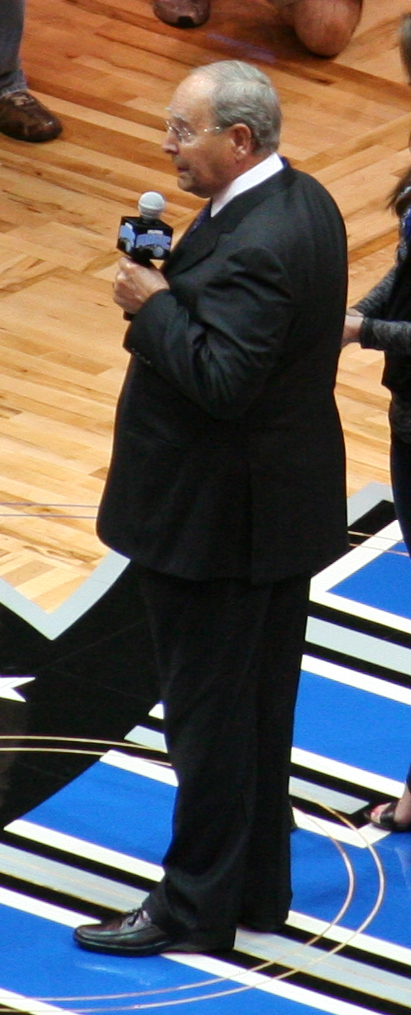
Richard DeVos

Richard Marvin DeVos Sr. (4 de março de 1926 - 6 de setembro de 2018) foi um empresário bilionário americano, co-fundador da Amway com Jay Van Andel (empresa reestruturada como Alticor em 2000) e dono do time de basquete Orlando Magic. Em 2012, a revista Forbes listou-o como a pessoa mais rica em renda dos Estados Unidos e a 205ª mais rica do mundo, com patrimônio estimado em US $ 5,1 bilhões.

## Biografia
DeVos nasceu em Grand Rapids, Michigan, filho de Ethel Ruth (Dekker) e Simon Cornelius DeVos, que trabalhava no setor elétrico. Ele foi educado no Calvin College e foi membro da Fraternidade Sigma Phi Epsilon. Ele serviu nas forças armadas na Segunda Guerra Mundial no Air Corps do Exército dos Estados Unidos.

## Livros
Livros escritos por ele incluem Compassionate Capitalism e Hope From My Heart: Ten Lessons For Life. Este último reflete seus sentimentos após ter sido submetido a uma operação de transplante de coração em 1997. Isso foi precedido por duas operações de desvio cardíaco em 1983 e 1992. Em 1975, DeVos publicou um livro sobre seu sucesso, em co-autoria com Charles Paul Conn, intitulado "Acredite!". Em 2014, ele publicou suas memórias intituladas "Simply Rich".

## Propriedades esportivas
DeVos era o dono da equipe da NBA Orlando Magic, tendo comprado a equipe em 1991 por US $ 85 milhões. Ele se interessou pela equipe depois de um esforço malsucedido para adquirir uma franquia de expansão da Major League Baseball para Orlando.
A DeVos também era proprietária do Orlando Solar Bears, do Grand Rapids Griffins e do Kansas City Blades, três franquias da International Hockey League antes de a liga ser dobrada; o Solar Bears and Blades foi fechado como resultado do fold da liga, enquanto os Griffins mudou-se para a American Hockey League, e agora está sob a posse de Dan DeVos, um dos filhos de Richard.
DeVos pediu a Orange County, na Flórida, para ajudar a pagar a nova arena do Orlando Magic usando fundos do condado e o dinheiro da Dema Stobell Corporation. A Amway paga pelos direitos de nome do Amway Center. O uso de dinheiro público foi controverso.

## Filantropia
Ele co-fundou a Fundação Richard e Helen DeVos, uma fundação americana conservadora e órgão de financiamento em 1970. É baseado em Grand Rapids, Michigan. Os DeVoses eram conhecidos em sua filantropia por contribuir para a educação, saúde, artes e causas históricas, como Mount Vernon, e think tanks de livre mercado, como The Heritage Foundation e AEI.
De acordo com os DeVoses, o núcleo de suas doações é local. "Um foco de nossa filantropia sempre foi nossa área de origem. Queremos criar uma atmosfera para que todos melhorem suas circunstâncias enquanto avançam em nossa comunidade, seja por compaixão cristã, educação, saúde ou artes." dava dinheiro a organizações que iam de escolas locais à sinfonia regional. De acordo com a Mesa Redonda de Filantropia, sua doação é "ajudar a transformar Grand Rapids, Michigan, em uma das pequenas cidades mais animadas e saudáveis dos EUA. Quando o casal ganhou o Simon Prize em 2006, distribuíram o dinheiro do prêmio para oito organizações locais no oeste Michigan 'cujos líderes todos demonstraram desenvoltura em ajudar as pessoas a se ajudarem' ".
Com sua esposa, Helen June (Van Wesep), DeVos foi um vencedor do Prêmio William E. Simon de Liderança Filantrópica.
A filantropia relacionada à educação incluiu o Centro de Inovação e Empreendedorismo e Inovação Richard M. e Helen DeVos na Grand Valley State University, o Richard e Helen DeVos Fieldhouse no Hope College e o Centro de Artes e Adoração Richard and Helen DeVos. Escolas Cristãs de Grand Rapids. A Fundação Richard e Helen DeVos foi em parte responsável pelo financiamento da criação do Programa de Gestão de Negócios Esportivos na Universidade da Flórida Central.

## Morte
Ele morreu em sua casa em Ada, Michigan, em 6 de setembro de 2018, aos 92 anos de idade.